# Psychotraumatologie
 Psychotraumatologie  ist die Lehre der psychischen Folgen von Traumata. Sie befasst sich mit der Erforschung und Behandlung der Auswirkungen von traumatischen Ereignissen auf das Erleben und Verhalten von Individuen und sozialen Systemen. Es wird unterschieden zwischen analytischer, familientherapeutisch-systemischer und integrativ-verhaltenstherapeutischer Psychotraumatologie.
Der Begriff Traumatology wurde im Jahr 1990 weltweit das erste Mal in diesem Zusammenhang verwendet und geht zurück auf den Kinderpsychiater Donovan, welcher den bestehenden Begriff der medizinischen Traumatologie auch auf psychische Verletzungen erweitern wollte. Dieser transdisziplinäre Ansatz wurde jedoch von der Wissenschaft nicht übernommen und stattdessen entwickelte sich getrennt von der medizinischen Traumatologie das Gebiet der Psychotraumatologie.

## Psychotrauma
Ein Psychotrauma ist eine seelische Verletzung, die auf einzelne oder mehrere Ereignisse zurückgeht, bei denen im Zustand von extremer Angst und Hilflosigkeit die Verarbeitungsmöglichkeiten des Individuums überfordert waren. Dies kann bei Betroffenen zum Krankheitsbild einer posttraumatischen Belastungsstörung führen. 

Das medizinische Klassifikationssystem ICD-10 und die zugehörigen diagnostischen Anleitungen beschreiben das Traumakriterium der Posttraumatischen Belastungsstörung als:
„[…] ein belastendes Ereignis oder eine Situation kürzerer oder längerer Dauer, mit außergewöhnlicher Bedrohung oder katastrophenartigem Ausmaß, die bei fast jedem eine tiefe Verzweiflung hervorrufen würde (ICD-10) (z. B. Naturkatastrophe oder menschlich verursachtes schweres Unheil – man-made disaster – Kampfeinsatz, schwerer Unfall, Beobachtung des gewaltsamen Todes Anderer oder Opfersein von Folter, Terrorismus, Vergewaltigung, Misshandlungen oder anderen Verbrechen).“

## Geschichte der Psychotraumatologie
Nach dem Ersten Weltkrieg entstanden im Zusammenhang mit den sogenannten Kriegszitterern die ersten Methoden zur Behandlung von Traumafolgen. Das Ziel ist, die Symptome entweder zu begrenzen, zu kontrollieren oder im besten Fall aufzulösen, sowie die Integration des Ereignisses in das biographische Gedächtnis.
Traumatische Erlebnisse stellen von alters her eine Grunderfahrung des Menschen dar. In Mythen, religiösen Schriften, literarischen und philosophischen Darstellungen wurden Kriege und Katastrophen und deren seelische Folgen thematisiert. Die aus diesen Ereignissen resultierenden schmerzlichen Verluste und seelischen Erschütterungen führten zu zahlreichen Versuchen, die negativen seelischen Folgen dieser Ereignisse mit intuitiven Methoden zu lindern.
Die wissenschaftliche Beschäftigung mit Psychotraumata setzte ungefähr ab der zweiten Hälfte des 19. Jahrhunderts ein, war jedoch anfangs lediglich das Forschungsgebiet einiger weniger verstreuter Spezialisten. In der heutigen Literatur wird auf Jean-Martin Charcot und seine Erforschung der Hysterie im Paris 1867 hingewiesen. In der modernen Psychotraumatologie werden heute jedoch die Erklärungskonzepte der Gedächtnisstörungen bei traumatisierten Menschen (Dissoziation) von Pierre Janet (1889) als Pionierleistung gewürdigt, die für fast 100 Jahre weitgehend in Vergessenheit gerieten. In der öffentlichen Wahrnehmung wird hingegen meist der Vortrag des Dozenten Sigmund Freud am 21. April 1896 über die Ätiologie der Hysterie als Ursprung der modernen Psychotraumatologie angesehen. In diesem Vortrag beschrieb Freud den Zusammenhang zwischen Hysterie und sexuellem Kindesmissbrauch.

### Erster Weltkrieg
Der wissenschaftliche Diskurs zum Thema der Folgen von Traumatisierungen unterlag einem wechselnden Rhythmus von Wiederentdecken und Verdrängung. Besondere Aktualität erlangte das Thema nach dem Ersten Weltkrieg. Die Traumafolgen wie starkes Zittern wurden damals noch Kriegsneurosen genannt und am Tavistock-Institut erforscht, von Bion wurde dort die Gruppenanalyse entwickelt.

### Vietnamkrieg und Holocaust
In den 1970er Jahren erfuhr die Traumaforschung und ihr folgend die Traumatherapie einen neuen Aufschwung. Viele Vietnam-Kriegsveteranen zeigten Symptome. Die Traumatisierungen der Überlebenden der Konzentrationslager (Völkermord an den Juden) sowie die Symptome der nachfolgenden Generationen sowohl der Opfern wie der Täter führten zur Entwicklung weiterer Methoden.

### Frauenbewegung
Eine bessere Einschätzung der Schäden durch sexuelle Ausbeutung kam aus der Frauenbewegung. Die Themen sexueller Missbrauch, Vergewaltigung und häusliche Gewalt erfuhren erstmals mehr Gewicht. Vergewaltigung in der Ehe wurde unter Strafe gestellt.

### Aktuellere Entwicklungen
Weitere Anstöße kamen aus den psychosozialen Zentren für Flüchtlinge aufgrund der Schädigungen durch Folter, Krieg, politischer Verfolgung und Zwangsprostitution.
Seit Mitte der 1990er-Jahre gab es eine rasante Entwicklung im Bereich der Traumaforschung und der Weiterbildung von Psychotherapeuten. Als Begründer der Psychotraumatologie in Deutschland gelten die Psychologen-Psychotherapeuten Gottfried Fischer (Mehrdimensionalen Psychodynamischen Traumatherapie) und Andreas Maercker (z. B. posttraumatisches Wachstum).
Das Zentrum für Psychiatrie und Psychotraumatologie der Bundeswehr widmet sich der Prävention und Behandlung sowie Erforschung von Traumatisierungen als Folge von militärischen Einsätzen.

## Themenfelder der Psychotraumatologie

### Theorie und Forschung
- Klassifikation – Einteilung der traumabedingten Störungsbilder mittels Diagnose- und Screeningverfahren
- Epidemiologie – untersucht die Häufigkeit verschiedener Traumata und traumabezogenen Störungen
- Ätiologie – untersucht die Ursachen von traumabedingten Störungen
- Salutogenese – untersucht die Faktoren, welche die Ausbildung von Traumafolgestörungen verhindern können
- Risikogruppen bzw. Risikofaktoren – Untersuchung von Risikogruppen (z. B. Feuerwehrleute, Soldaten etc.)
- Wirksamkeit – Evaluierung der Wirksamkeit eingesetzter Interventionen, Therapieverfahren und Stabilisierungsmaßnahmen

### Praxis
- Intervention – notfallpsychologische Akuthilfe und Vorbeugung psychischer Folgestörungen unmittelbar nach dem traumatischen Ereignis
- Traumatherapie – Behandlung und Beseitigung von traumabedingten Störungen und Symptomen
- Rehabilitation und Reintegration – Konzepte zur Wiedereingliederung ins Berufsleben
- Information und Schulung – Schulungen für Risikogruppen (z. B. Feuerwehrleute, Soldaten etc.)
- Psychohygiene – Schutz der Gesundheit von professionellen Helfern, welche Kontakt zu traumatisierten Menschen haben

## Therapeutische Methoden
In den AWMF-Leitlinien tragen therapeutische Fachgesellschaften die aktuellen wissenschaftlichen Erkenntnisse zusammen und geben auf dieser Basis Empfehlungen zur Diagnostik und Behandlung. Sie bilden damit den wissenschaftlichen Konsens der Psychotraumatologie ab. In der aktuellen S3-Leitlinie Posttraumatische Belastungsstörung werden die traumafokussierten Psychotherapien als die Behandlungen erster Wahl definiert, die jedem Patienten mit PTBS angeboten werden sollten. Bei den traumafokussierten Verfahren liegt der der Schwerpunkt auf der Verarbeitung der Erinnerung an das traumatische Ereignis und/oder seiner Bedeutung (Traumakonfrontation). Verhaltenstherapien (wie Prolongierte Exposition oder Narrative Expositionstherapie) und die EMDR wurden am breitesten wissenschaftlich untersucht und zeigen konsistent die größten Effekte zur Wirksamkeit.
Eine deutsche Pionierin der Psychotraumatologie und Traumatherapie ist Luise Reddemann, auf die die Psychodynamisch Imaginative Traumatherapie (PITT, 1985) zurückgeht. International bedeutend ist die 1980 durch Watkins & Watkins (John Watkins und Helen Watkins) entwickelte Ego-State-Therapie. Diese Methode wurde inzwischen von ihrem Schüler Woltemade Hartmann, sowie von dessen Schülern Jochen Peichl und Kai Fritzsche weiterentwickelt.

## Kritik
Die These, dass traumatisierte Menschen eine von anderen psychischen Störungsbildern deutlich verschiedene Dynamik und Physiologie aufweisen, ist nur teilweise belegt.
Kritik an den Methoden der Psychotraumatologie kommt aus der empirischen Psychologie. So konnten Auffassungen der Psychotraumatologie zu einem speziellen Traumagedächtnis, Verdrängung, Amnesie durch Dissoziation, oder Flashbacks in kontrollierten Studien nicht nachgewiesen werden. Nach dem Gedächtnis- und Aussagepsychologen Max Steller ist die Psychotraumatologie eine missionarische Ideologie, die sich gegen Einflüsse von außen abkapselt und deshalb für die Kritik aus der empirischen Psychologie nicht erreichbar sei. Die Psychotraumatologie unterliege einem Zirkelschluss, wenn das Trauma als Hauptkriterium der Diagnose einer posttraumatischen Belastungsstörung erst während der Therapie erschlossen wird. Auch die Behauptung der Richtigkeit der Methode durch klinische Erfahrung unter Anwendung dieser Methode sei ein Zirkelschluss.
Die Diagnose- und Therapiemethoden der Psychotraumatologie stehen im Verdacht, falsche Erinnerungen erzeugen zu können. Im Rahmen von Zeugen- oder Opferaussagen in Gerichtsverhandlungen kann dies von großer Tragweite sein.